# Tetramesa rossica
Tetramesa rossica is een vliesvleugelig insect uit de familie Eurytomidae. De wetenschappelijke naam is voor het eerst geldig gepubliceerd in 1914 door Rimsky-Korsakov.